# Línea Oeste (La Plata)
La línea 504, más conocida como Línea Oeste, es una línea de colectivos urbana del Partido de La Plata. La línea es operada por la empresa Nueve de Julio S.A.T.

## Recorrido
Ramales:
- 10 Lisandro Olmos - Plaza Paso - Plaza Italia - Estación de ferrocarril - 1 y 57
- 11 Ángel Etcheverry - Lisandro Olmos - Plaza Moreno - Estación de ferrocarril - 1 y 57
- 14 Abasto - Lisandro Olmos - Plaza Moreno - Estación de ferrocarril - 1 y 57
- 15 Abasto - Melchor Romero - Plaza Italia - Terminal De Ómnibus - Estación de ferrocarril
- 16 Santa Ana - La Cumbre - Estadio Único - 13 y 32 - Plaza Paso - Plaza Italia - Plaza San Martín - Estación de ferrocarril
- 17 Hosp. Romero - La Cumbre - Term. de Ómnibus - Plaza Italia - Plaza San Martín - Estación de ferrocarril
- 18 Hosp. Romero - Santa Ana - Plaza Moreno - Hosp. de Niños
- 19 José Hernández - La Cumbre - La Loma - Plaza Moreno - Hosp. de Niños- Hosp. Policlínico
- 22 José Hernández - 19 y 511 - 13 y 32 - Plaza Belgrano - Plaza Paso – Plaza Moreno
- 23 José Hernández  - La Cumbre - Plaza Malvinas - Plaza Moreno - Plaza San Martín - Plaza Rocha
- 24 José Hernández - Plaza Paso - Plaza Italia - Term. De Ómnibus - Estación de ferrocarril - Plaza San Martín - Plaza Rocha
- 26 José Hernández - Term. de Ómnibus - Plaza San Martín - Estación de ferrocarril
- 27 El Retiro – 137 y 44 - Plaza Moreno – Plaza San Martín - Plaza San Martín - Estación de ferrocarril
- 61 Abasto - Hosp. Romero - Las Quintas - Santa Ana - Cementerio Municipal - Hosp. San Juan de Dios - Hosp. de Niños - Hosp. Policlínico
- 62 Ángel Etcheverry - Lisandro Olmos - Los Hornos - Cementerio Municipal - Hosp. San Juan de Dios - Hosp. de Niños - Hosp. Policlínico
- 65 Hosp. Romero - Tolosa - Estación de ferrocarril - Plaza San Martín - Plaza Moreno
- 84 Escuela 49 - Colonia Urquiza - Melchor Romero - Term. De Ómnibus - Plaza Italia - Plaza San Martín - Estación de ferrocarril
- 86 Escuela Agraria - Estancia Chica - Abasto - Lisandro Olmos - Plaza Moreno - Plaza San Martín - Estación de ferrocarril - 1 y 57